# Poncello Orsini
Poncello Orsini (* in Rom; † 2. Februar oder 11. Februar 1395 ebenda) war ein Kardinal der Römischen Kirche.

## Leben
Er stammte aus der einflussreichen und weitverzweigten Adelsfamilie der Orsini und war ab dem 19. Juni 1370 Bischof von Aversa. Poncello Orsini wurde am 18. September 1378 von Papst Urban VI. zum Kardinalpriester mit der Titelkirche San Clemente erhoben. In den folgenden Jahren diente er als päpstlicher Legat zunächst Urbans Interessen. Nachdem er jedoch 1385 Urban VI. nach Nocera begleitet hatte, war Orsini von der brutalen Vorgehensweise des Papstes abgestoßen. Zusammen mit Kardinal Pietro Pileo di Prata schrieb er einen Brief an den römischen Klerus, in dem er die Gewalttaten Urbans verurteilte. Er floh und hielt sich bis zum Tode des Papstes auf seinen Besitztümern verborgen. Auf dem Konklave von 1389, das Papst Bonifatius IX. erwählte, war er ein weiterer aussichtsreicher Kandidat. Er wurde Vikar des Papstes für die Stadt Rom und 1390 Kardinalprotopriester.
Poncello Orsini starb am 2. oder 11. Februar 1395 in Rom.